# Abegesta
Abegesta là một chi bướm đêm thuộc họ Crambidae. Chi này được Eugene G. Munroe khởi xướng năm 1964.

## Loài
- Abegesta concha Munroe, 1964
- Abegesta reluctalis (Hulst, 1886)
- Abegesta remellalis (Druce, 1899)